# Canedo de Basto
Canedo de Basto ist ein Ort und eine ehemalige Gemeinde (Freguesia) im portugiesischen Kreis Celorico de Basto. Die Gemeinde hatte 1010 Einwohner (Stand 30. Juni 2011).
Am 29. September 2013 wurden die Gemeinden Canedo de Basto und Corgo zur neuen Gemeinde União das Freguesias de Canedo de Basto e Corgo zusammengeschlossen. Canedo de Basto ist Sitz dieser neu gebildeten Gemeinde.